# Boa constricteur
Boa constrictor
Espèce
Synonymes
- Boa orophias Linnaeus, 1758
- Constrictor formosissimus Laurenti, 1768
- Constrictor rex serpentum Laurenti, 1768
- Constrictor auspex Laurenti, 1768
- Constrictor diviniloquus Laurenti, 1768
- Boa constrictrix Schneider, 1801
- Boa eques Eydoux & Souleyet, 1842
- Boa diviniloquax var. mexicana Jan, 1863
- Boa ortonii Cope, 1878
- Boa constrictor var. isthmica Garman, 1883
- Epicrates sabogae Barbour, 1906
- Constrictor constrictor amarali Stull, 1932
- Constrictor constrictor sigma Smith, 1943
- Constrictor constrictor nebulosus Lazell, 1964
- Boa constrictor melanogaster Langhammer, 1983

Statut de conservation UICN

 LC  : Préoccupation mineure
Statut CITES
Le Boa constricteur (Boa constrictor) est une espèce de serpents de la famille des Boidae. Après l'Anaconda, c'est l'un des plus grands serpents du continent américain.

## Description

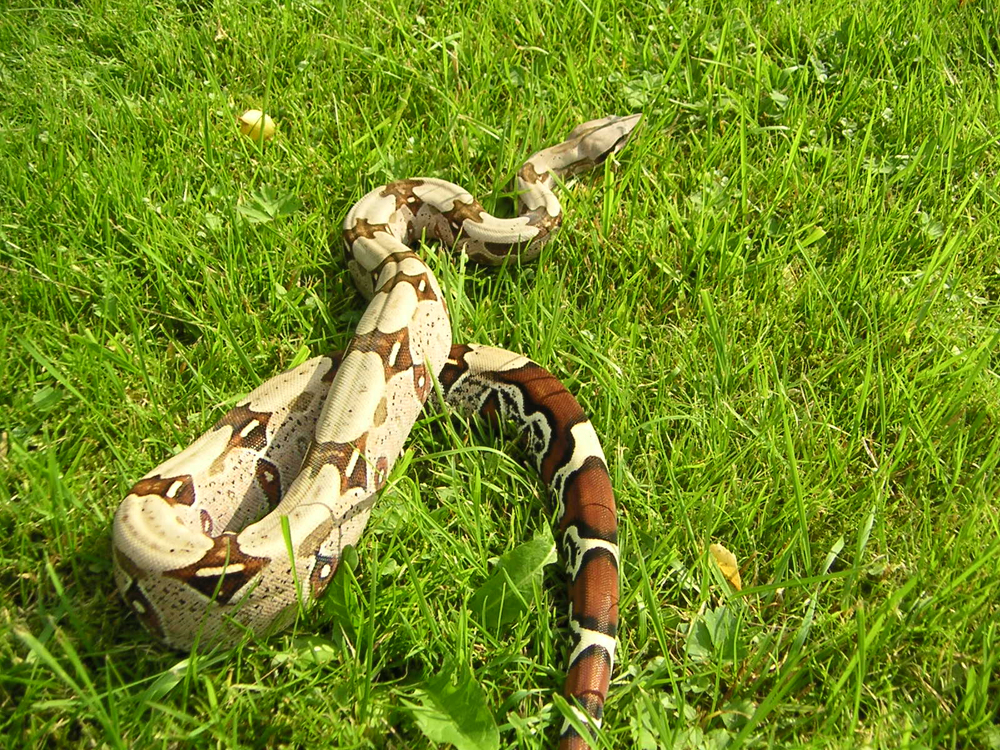
Boa constrictor

Sa taille varie selon la sous-espèce et le sexe et est comprise entre 1,50 m et 4,20 m (mais dépasse rarement les 3,50 m) pour un poids moyen de 6 à 16 kg (les plus gros spécimens, peuvent peser jusqu'à près de 30 kg[réf. souhaitée]). Le dos de ce serpent comporte des macules sombres.

## Comportement
Il est de mœurs crépusculaires à nocturnes. Le boa passe sa journée dans le terrier d'un rongeur ou dans un arbre creux, bien qu'il soit bon nageur.
Lorsqu'il serre une proie, il peut exercer sur celle-ci une force allant jusqu'à 32 kN.
Le boa suit sa proie grâce à l'odeur quand il ne lui tend pas un guet-apens.
Selon une étude américaine publiée en juillet 2015 dans The Journal of Experimental Biology (en), et contrairement à une idée reçue, le boa constricteur n’étouffe pas ses victimes ; il se contente, grâce à la constriction de ses replis, de provoquer la mort de sa proie par un arrêt circulatoire, coupant l'arrivée de sang dans les organes vitaux, la privant ainsi d'oxygène, une méthode qui semble bien plus efficace que d'étouffer sa victime, qui peut encore se débattre lors du processus d'étouffement.

## Distribution et habitat
Cette espèce se rencontre dans la majeure partie de l'Amérique du Sud, de la Colombie au nord de l'Argentine. Il fréquente des habitats très variés, comme les forêts tropicales, les savanes humides ou sèches et les zones semi-arides.

## Alimentation
Les boas sont carnivores, ceux-ci se nourrissent de petits animaux : rongeurs, chauves-souris, oiseaux, gros lézards. Les spécimens plus âgés et plus grands peuvent s'attaquer occasionnellement à des mammifères plus gros tels que l'ocelot.

## Reproduction
Le boa constricteur est une espèce ovovivipare. Les portées contiennent entre 15 et 50 petits,.

## Liste des sous-espèces
Selon The Reptile Database (30 novembre 2024) :
- Boa constrictor constrictor Linnaeus, 1758
- Boa constrictor longicauda Price & Russo, 1991
- Boa constrictor ortonii Cope, 1878

## Protection
Cette espèce est protégée par la convention de Washington :
- annexe II pour l'ensemble des sous-espèces
- annexe I pour Boa constrictor occidentalis

## Taxonomie
La sous-espèce Boa constrictor imperator a été élevée au rang d'espèce par Hynková, Starostová et Frynta en 2009 et ils ont placé les sous-espèces Boa constrictor mexicana, Boa constrictor sabogae et Boa constrictor longicauda en synonymie avec celle-ci.

## Étymologie
La sous-espèce Boa constrictor amarali est nommée en l'honneur d'Afrânio Pompílio Gastos do Amaral.